# Chabařovice
Chabařovice (Duits: Karbitz) is een Tsjechische stad in de regio Ústí nad Labem, en maakt deel uit van het district Ústí nad Labem.
Chabařovice telt 2381 inwoners.
Chabařovice was tot 1945 een plaats met een overwegend Duitstalige bevolking. Na de Tweede Wereldoorlog werd de Duitstalige bevolking verdreven.
Dolní Zálezly ·
Habrovany ·
Homole u Panny ·
Chabařovice ·
Chlumec ·
Chuderov ·
Libouchec ·
Malé Březno ·
Malečov ·
Petrovice ·
Povrly ·
Přestanov ·
Ryjice ·
Řehlovice ·
Stebno ·
Tašov ·
Telnice ·
Tisá ·
Trmice ·
Ústí nad Labem ·
Velké Březno ·
Velké Chvojno ·
Zubrnice